# 當河 (約克郡)

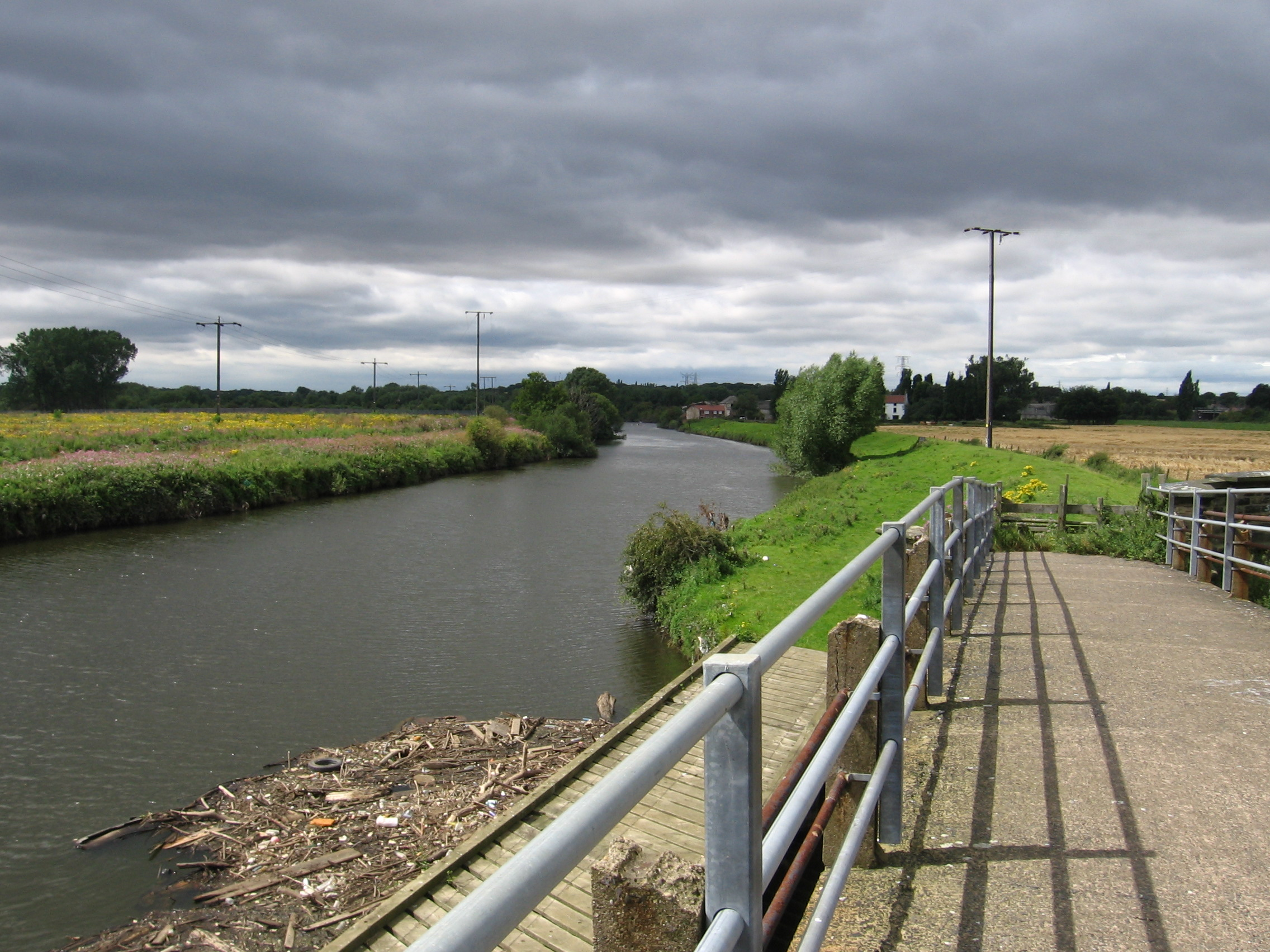
當河

當河（英語：River Don）是一條位於英國英格蘭南約克郡及東約克郡的河流。該河流發源於奔寧山脈，向東注入北海，全長70英里（110）。河流名稱來自於一個凱爾特人女神的名字。當河的水流十分湍急。